# Guitar Gangsters & Cadillac Blood
Guitar Gangsters & Cadillac Blood ist das dritte Studioalbum der dänischen Metal-Band Volbeat. Es wurde am 28. August 2008 via Mascot Records veröffentlicht. Das Album erreichte Platz eins der dänischen und finnischen Albumcharts. Guitar Gangsters & Cadillac Blood wurde in Dänemark mit Dreifachplatin und in Finnland, Schweden und Deutschland jeweils mit einer Goldenen Schallplatte ausgezeichnet.

## Entstehung
Nach der Veröffentlichung des Vorgängeralbums Rock the Rebel / Metal the Devil spielten Volbeat innerhalb von neun Monaten etwa 100 Konzerte. Während dieser Tournee sammelte die Band während der Reisen zwischen den Auftrittsorten, im Bus oder während des Soundchecks Ideen für neue Lieder. Teilweise nahm Sänger und Hauptkomponist Michael Poulsen die Ideen mit seinem Handy auf. Abgesehen von den Coverversionen hat Poulsen nach eigener Aussage 99 Prozent der Musik geschrieben, während die anderen Bandmitglieder kleine Teile beisteuerten. Thomas Bredahl schrieb beispielsweise das reggaeartige Intro von „Still Counting“.
Die Aufnahmen fanden in der Zeit vom 31. März bis 23. April 2008 in den Hansen Studios in Ribe (Dänemark) statt. Wie schon die ersten beiden Alben wurde Guitar Gangsters & Cadillac Blood von Jacob Hansen produziert. Für das Album wurden 28 Lieder geschrieben, von denen 14 aufgenommen wurden. Darunter befinden sich Coverversionen von Hank Williams („I’m So Lonesome I Could Cry“) und von Kitty Wells („Making Believe“). Die Inspiration zu letzterem Lied holte sich die Band jedoch von der Coverversion von Social Distortion.
Als Gastsänger treten Produzent Jacob Hansen sowie bei „Mary Ann’s Place“ die dänische Sängerin Pernille Rosendahl auf, die in Dänemark einige Erfolge mit ihrer ehemaligen Band Swan Lee feiern konnte. Das Lied „Mary Ann’s Place“ wurde schon vor Beginn der Aufnahmen mehrfach bei Konzerten gespielt, jedoch war Poulsen der Meinung, dass eine weibliche Stimme dem Lied gut tun würde. Nachdem Poulsens Freundin ihm eine Swan Lee-CD vorgespielt hatte, kontaktierte Poulsen Rosendahl und erhielt eine Zusage. Ursprünglich wollte Poulsen für das Lied „Light a Way“ eine weibliche Soulstimme haben, die den Refrain singt. Da er keine passende Sängerin fand, schrieb er den Text um und sang den Refrain selber.

## Veröffentlichung
Neben der regulären CD-Version mit 13 Liedern wurde eine dänische Digipakversion veröffentlicht, die zusätzlich Liveaufnahmen der Lieder Rebel Monster und Soulweeper 2 enthält. Am 5. Juni 2009 wurde eine limitierte „Tour Edition“ des Albums veröffentlicht. Sie enthält neben einem anderen Coverartwork die Musikvideos der Lieder We, Maybellene I hofteholder und Sad Man’s Tongue.

## Inhalt
Das Hauptthema des Albums ist die Geschichte eines Mannes, der mitten in der Wüste in einem Cadillac gefunden wird. Er wurde durch sieben Schüsse ermordet. Als die Polizei eintrifft, sind der Mann und das Auto jedoch verschwunden. Der Ermordete fährt in eine Stadt namens 10 House City in Mississippi, wo er mit einigen anderen Leuten eine Band namens „Guitar Gangsters & Cadillac Blood“ gründet. Die Band geht in den USA auf Tournee, um den Mörder zu finden. Diese Geschichte wird in sieben Liedern des Albums behandelt. Der Protagonist der Geschichte ist auf dem Albumcover abgebildet.
Die erzählte Geschichte wird auf diesem Album jedoch nicht beendet. Laut Michael Poulsen wird der Hörer erst auf dem nächsten Album erfahren, wer der Mann überhaupt ist und warum er ermordet wurde. In einem anderen Interview gab Poulsen zu, dass er selbst den Grund für den Mord noch nicht weiß. Der Albumtitel ergab sich, nachdem Poulsen ein Lied der Band Social Distortion gehört hatte.

„Mike Ness sang etwas wie ‚I’m a guitar gangster without a tune‘ oder so ähnlich. Ich dachte über die Wörter ‚Guitar Gangster‘ nach und plötzlich schwirrten mir Bilder und Ideen dazu durch den Kopf.“

„Back to Prom“ handelt von einem Einwohner von 10 House City, der auf seine einzige große Liebe zurückblickt, die er in den 1950er Jahren erlebt hat. In „Maybellene i Hofteholder“ geht es um einen Stalker, der von der Stripteasetänzerin Maybellene besessen ist. „A Broken Man and the Dawn“ handelt von einem Mann, der nach einem Krieg heimkehrt. Seine Freundin, die er vor Kriegsausbruch heiraten wollte, starb zwischenzeitlich an Krebs. „Wild Rover of Hell“ ist eine Art Tribut an die Band Metallica, die einen großen Einfluss auf Volbeat darstellen. Der Protagonist des Liedes fährt in seinem Auto über einen Highway und hört dabei das Metallica-Album Ride the Lightning. „We“ dagegen wurde durch Country-Musik, speziell von Johnny Cash inspiriert.
In dem Lied „Still Counting“ sitzen ein Einwohner von 10 House City und ein Mitglied der Band an der Bar und unterhalten sich. Grundaussage ist, dass es für einen Menschen sehr einfach ist, über andere Urteile zu fällen und als Lügner oder Idioten zu bezeichnen. „Light a Way“ erzählt die Geschichte eines kleinen Jungen, der gewaltsam von seiner Mutter getrennt wurde. Er verdient sich in 10 House City als Schuhputzer Geld und hofft, seine Mutter eines Tages wiederzusehen. In „Find that Soul“ singt der Sänger der Band ein Lied für die Gäste in der Bar, bevor er die Stadt verlässt.
Das Lied „Mary Ann’s Place“ setzt die Geschichte der Lieder „Danny & Lucy“, dem „Fire Song“ (beide vom Album The Strength / The Sound / The Songs) sowie „Mr & Mrs Ness“ (vom Album Rock the Rebel / Metal the Devil) fort. Mary Ann ist der Name von Lucys Mutter, die im Lied „Mr & Mrs Ness“ Selbstmord beging. Ihr Ehemann wurde, obwohl er unschuldig ist, zu einer Gefängnisstrafe verurteilt. Während eines Hafturlaubes besucht er die Gräber seiner Frau und seiner Tochter, die sich nebeneinander befinden. Es ist das erste Volbeatlied, bei dem eine Gastsängerin zu hören ist.

## Singleauskopplungen
Als erste Single wurde das Lied Maybellene i Hofteholder ausgekoppelt. Die Single, die nur das Titellied enthält, erreichte Platz fünf der dänischen Singlecharts, wurde zum ersten Top-10-Hit der Band und erreichte Goldstatus. Die zweite Singleauskopplung Mary Ann’s Place erreichte Platz 35 der dänischen Charts. Als B-Seite wurde das Lied „Still Counting“ verwendet.
Singles in den Charts

| Jahr | Titel                    | Höchstplatzierung, Gesamtwochen, AuszeichnungChartsChartplatzierungen (Jahr, Titel, , Platzierungen, Wochen, Auszeichnungen, Anmerkungen) | Anmerkungen                                                      |
| Jahr | Titel                    | DK | Anmerkungen                                                      |
| ---- | ------------------------ | --- | ---------------------------------------------------------------- |
| 2008 | Maybellene i Hofteholder | DK5 Platin + Gold (Streaming) · (12 Wo.)DK                                                                                                | Erstveröffentlichung: 1. September 2008 Verkäufe: + 90.000       |
| 2008 | Mary Ann’s Place         | DK35 (3 Wo.)DK | Erstveröffentlichung: 24. November 2008 feat. Pernille Rosendahl |

## Rezeption

### Rezensionen
Wie schon das Vorgängeralbum wurde Guitar Gangsters & Cadillac Blood vom deutschen Metal Hammer zum Album des Monats gekürt. Laut Redakteur Frank Thiessies haben sich Volbeat durch dieses Album „ihren Nischenplatz im Szene-Separee für geschichtsbewußte wie offene Heavy-Hörer mehr als gesichert“. Thiessies vergab sechs von sieben Punkten. Im deutschen Magazin Rock Hard belegte das Album Platz zwei im Soundcheck mit einer Durchschnittsnote von 8,2 von zehn Punkten. Frank Albrecht schrieb in seiner Kritik, dass es an Guitar Gangsters & Cadillac Blood „wenig bis gar nichts auszusetzen gibt“. Lediglich der „öde Ausrutscher ‚Find That Soul‘“ habe verhindert, dass Volbeat zum dritten Mal in Folge von ihm die Höchstpunktzahl erhält. Albrecht vergab 9,5 von zehn Punkten. Björn Gieseler vom Onlinemagazin Bloodchamber vergab die Höchstnote, weil Volbeat „in Produktion, Abwechslungsreichtum der Songs und ganz besonders beim stimmlichen Volumen von Michael Poulsen einen Sprung nach vorne gemacht haben“.

### Auszeichnungen
Bei den „Danish Metal Awards“ wurde Guitar Gangsters & Cadillac Blood in den Kategorien „Bestes Album“ und „Beste Produktion“ ausgezeichnet. Die Leser des deutschen Metal Hammers wählten Guitar Gangsters & Cadillac Blood im Jahrespoll 2008 in der Kategorie Bestes Album 2008 auf Platz sechs und in der Kategorie Bestes Cover 2008 auf Platz acht. Die Leser des deutschen Magazins Rock Hard wählten das Album auf Platz fünf in der Kategorie Album des Jahres.

## Kommerzieller Erfolg

### Chartplatzierungen
Guitar Gangsters & Cadillac Blood stieg in Dänemark und Finnland auf Platz eins der jeweiligen Albumcharts ein. In Schweden erreichte das Album Platz vier. Weitere Platzierungen unter den ersten 30 erreichte das Album in Deutschland (Platz 15), Österreich (Platz 26), Norwegen (Platz 28), den Niederlanden (Platz 29) und der Schweiz (Platz 30).
| ChartsChartplatzierungen | Höchstplatzierung | Wochen |
| ------------------------ | ----------------- | ------ |
| Dänemark (IFPI/Nielsen)  | 1 (36 Wo.)        | 36     |
| Deutschland (GfK)        | 15 (9 Wo.)        | 9      |
| Österreich (Ö3)          | 26 (23 Wo.)       | 23     |
| Schweiz (IFPI)           | 30 (2 Wo.)        | 2      |

| ChartsJahrescharts (2008) | Platzierung |
| ------------------------- | ----------- |
| Dänemark (IFPI/Nielsen)   | 18          |

| ChartsJahrescharts (2009) | Platzierung |
| ------------------------- | ----------- |
| Dänemark (IFPI/Nielsen)   | 49          |

### Auszeichnungen für Musikverkäufe
| Land/Region        | Auszeichnungen für Musikverkäufe (Land/Region, Auszeichnung, Verkäufe) | Verkäufe |
| ------------------ | ---------------------------------------------------------------------- | -------- |
| Dänemark (IFPI)    | 4× Platin                                                              | 80.000   |
| Deutschland (BVMI) | Gold                                                                   | 100.000  |
| Finnland (IFPI)    | Gold                                                                   | 10.195   |
| Kanada (MC)        | Gold                                                                   | 40.000   |
| Österreich (IFPI)  | Platin                                                                 | 15.000   |
| Schweden (IFPI)    | Gold                                                                   | 20.000   |
| Insgesamt          | 4× Gold · 5× Platin ·                                                  | 255.000  |